# Leptopholcus hispaniola
Leptopholcus hispaniola là một loài nhện trong họ Pholcidae. Loài này có ở Hispaniola.